# Renato Molinari
Pour les articles homonymes, voir Molinari.
Renato Molinari, né le 27 février 1946 à Nesso et mort le 6 septembre 2024,, est un pilote de bateau à moteur italien.
En 1981, il est le premier vainqueur du championnat du monde John Player Special F1 Powerboat. Il remporte de nouveaux titres en 1983 et 1984.

## Carrière
Renato Molinari a commencé sa carrière nautique en 1964 et a remporté le championnat de Formule 1 en 1981, 1983 et 1984. En plus de ces succès, il est 18 fois Champion du Monde (dans différentes catégories), 11 fois Champion d'Europe (dans différentes catégories), 4 fois vainqueur des 24 heures de Rouen, 4 fois vainqueur des 6 heures de Paris, double vainqueur du Parker Enduro et 3 fois vainqueur des 6 heures de Berlin.
Le 7 mai 2015, en présence du président du Comité national olympique italien (CONI), Giovanni Malagò, a été inauguré  le Walk of Fame du sport italien dans le parc olympique du Foro Italico de Rome, le long de Viale delle Olimpiadi. Cent tuiles rapportent chronologiquement les noms des athlètes les plus représentatifs de l'histoire du sport italien. Sur chaque tuile figure le nom du sportif, le sport dans lequel il s'est distingué et le symbole du CONI. L'une de ces tuiles lui est dédiée.